# Gomido Football Club
Le Gomido Football Club est un club togolais de football basé à Kpalimé.

## Histoire
Le club est fondé en 1974 de la fusion des clubs d'Excelsior, de l'Étoile Filante et de Modèle.
Le Gomido FC est vainqueur de la Coupe du Togo de football en 2018.

## Palmarès
- Championnat du Togo
  - Vice-champion : 2018
- Coupe du Togo
  - Vainqueur : 2018
- Supercoupe du Togo
  - Finaliste : 2018

## Bilan africain
Note : dans les résultats ci-dessous, le score du club est toujours donné en premier.
| Saison    | Compétition               | Tour              | Club            | Domicile | Extérieur | Total  |
| --------- | ------------------------- | ----------------- | --------------- | -------- | --------- | ------ |
| 1993      | Coupe de l'UFOA           | Premier tour      | AS Mandé        | 1 - 0    | 1 - 2     | 2E - 2 |
| 1993      | Coupe de l'UFOA           | Quart de finale   | ASC Diaraf      | 0 - 1    | 2 - 1     | 2E - 2 |
| 1993      | Coupe de l'UFOA           | Demi-finale       | Mogas 90        | 3 - 2    | 0 - 1     | 3E - 3 |
| 1994      | Coupe de la CAF           | Premier tour      | Unisport Bafang | 0 - 0    | 0 - 3     | 0 - 3  |
| 2018-2019 | Coupe de la confédération | Tour préliminaire | AS CotonTchad   | 1 - 1    | 0 - 2     | 1 - 3  |

Légende
- Victoire ou qualification pour le tour suivant
- Match nul
- Défaite ou élimination de la compétition